# Llwynypia
Llwynypia (em galês:  Llwynypia [ˌɬʊɪnəˈpiːja]) é uma vila e comunidade (e distrito eleitoral) em Rhondda Cynon Taf, País de Gales, perto de Tonypandy no Vale de Rhondda Fawr. Antes de 1850, era uma área rural pouco povoada, mas entre 1860 e 1920, Llwynypia experimentou um aumento populacional com a abertura de várias minas de carvão após a descoberta de grandes depósitos de carvão por todo o Vale de Rhondda.
O nome em galês significa "o bosque do pica-pau" e foi tirado do nome de uma fazenda que existia na área.

## História
Localizada no Rio Rhondda Fawr, onde o rio muda de direção de sudeste para sul, Llwynypia apresenta evidências de ocupação humana desde a Idade do Bronze até os tempos modernos. No Mynydd y Gelli, uma colina que domina a área a oeste, encontra-se o assentamento da Idade do Ferro de Hen Dre'r Gelli, um local que também possui vários cairns da Idade do Bronze.

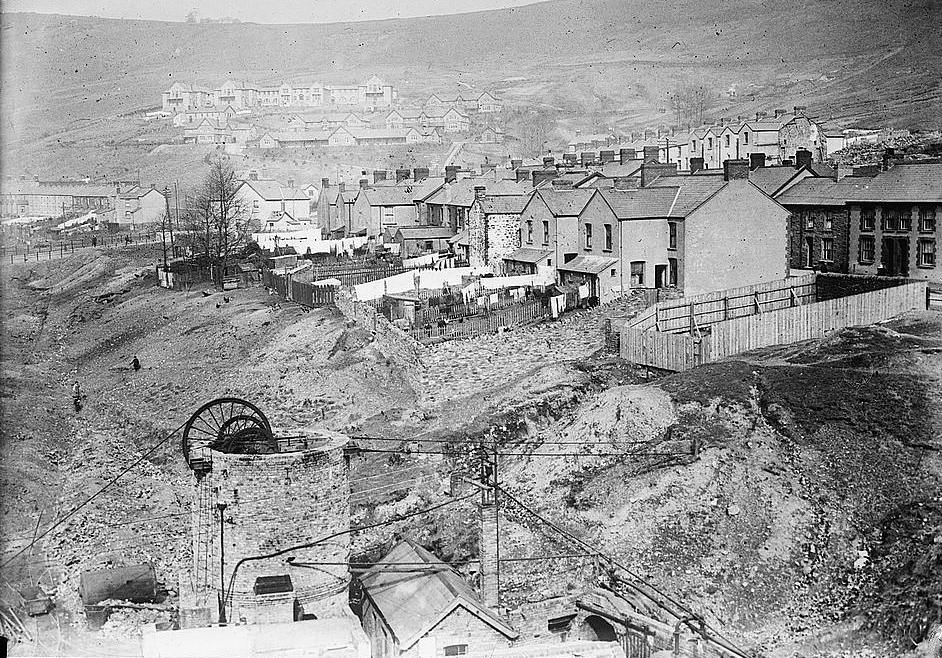
Vista de Llwynypia em direção ao Hospital Llwynypia, (c. 1912)

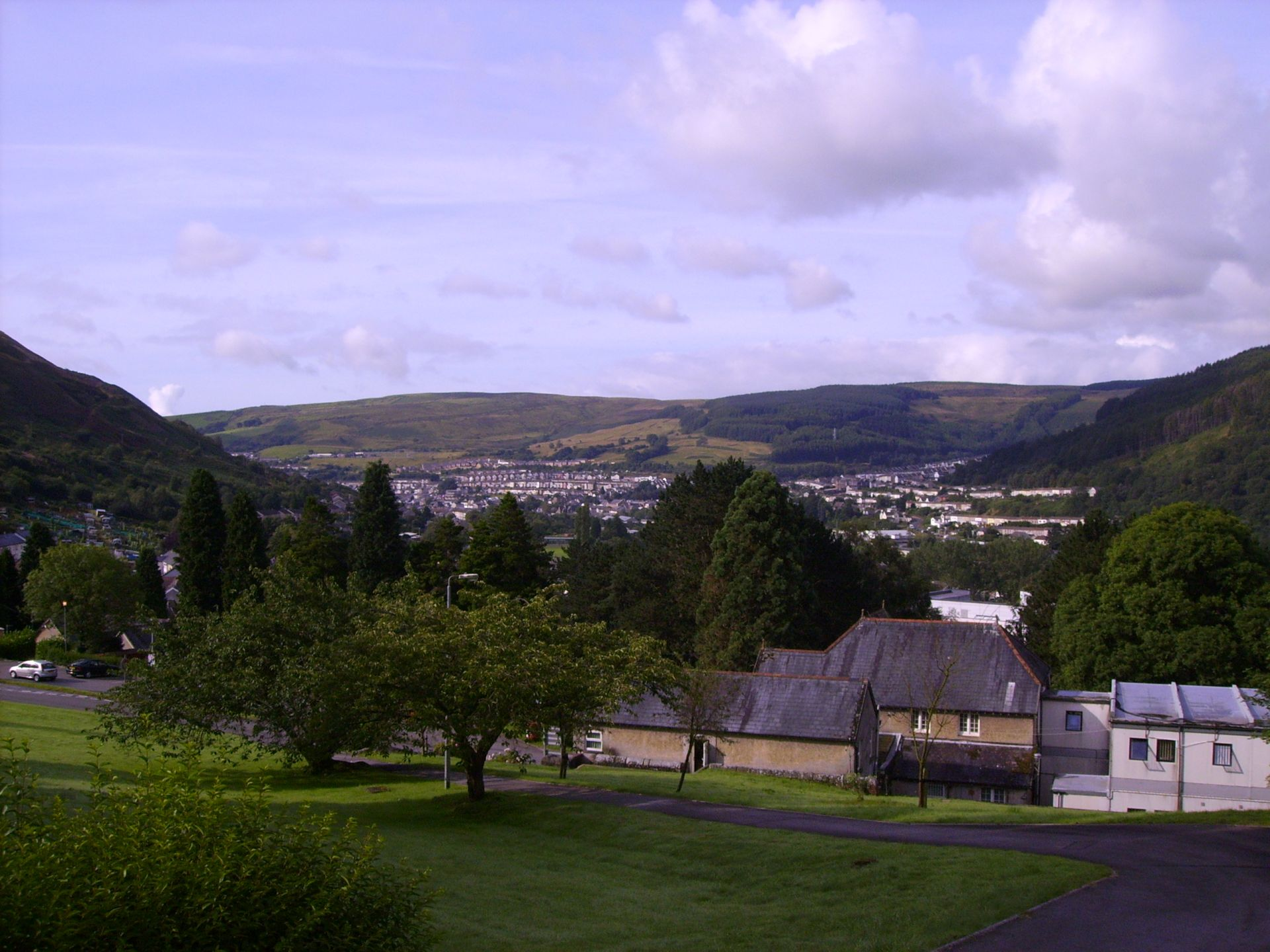
Vista para o sul de Llwynypia a partir do Hospital Llwynypia

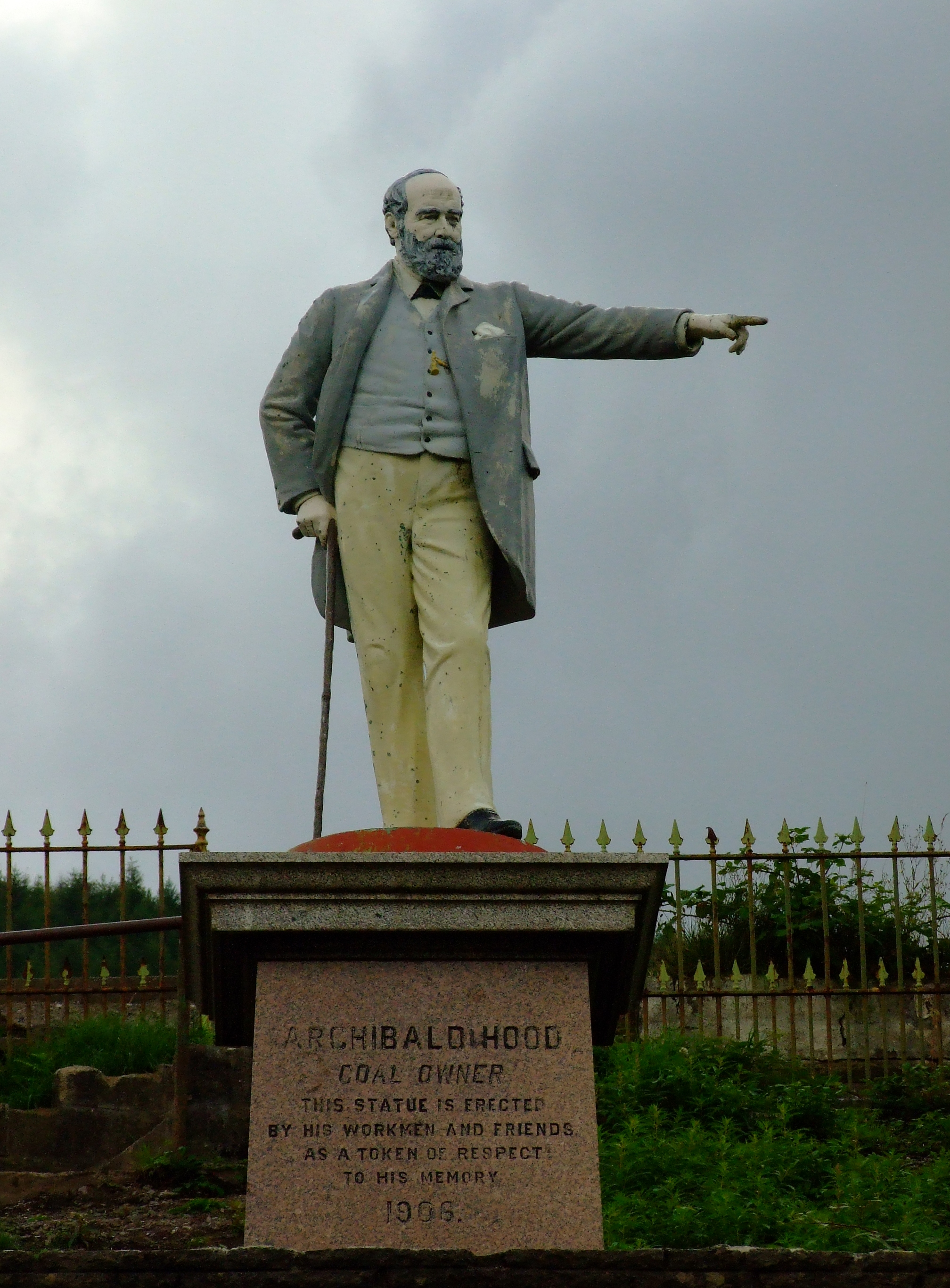
Estátua de Archibald Hood originalmente localizada em frente ao Instituto de Mineiros, conhecido localmente como "The Library"

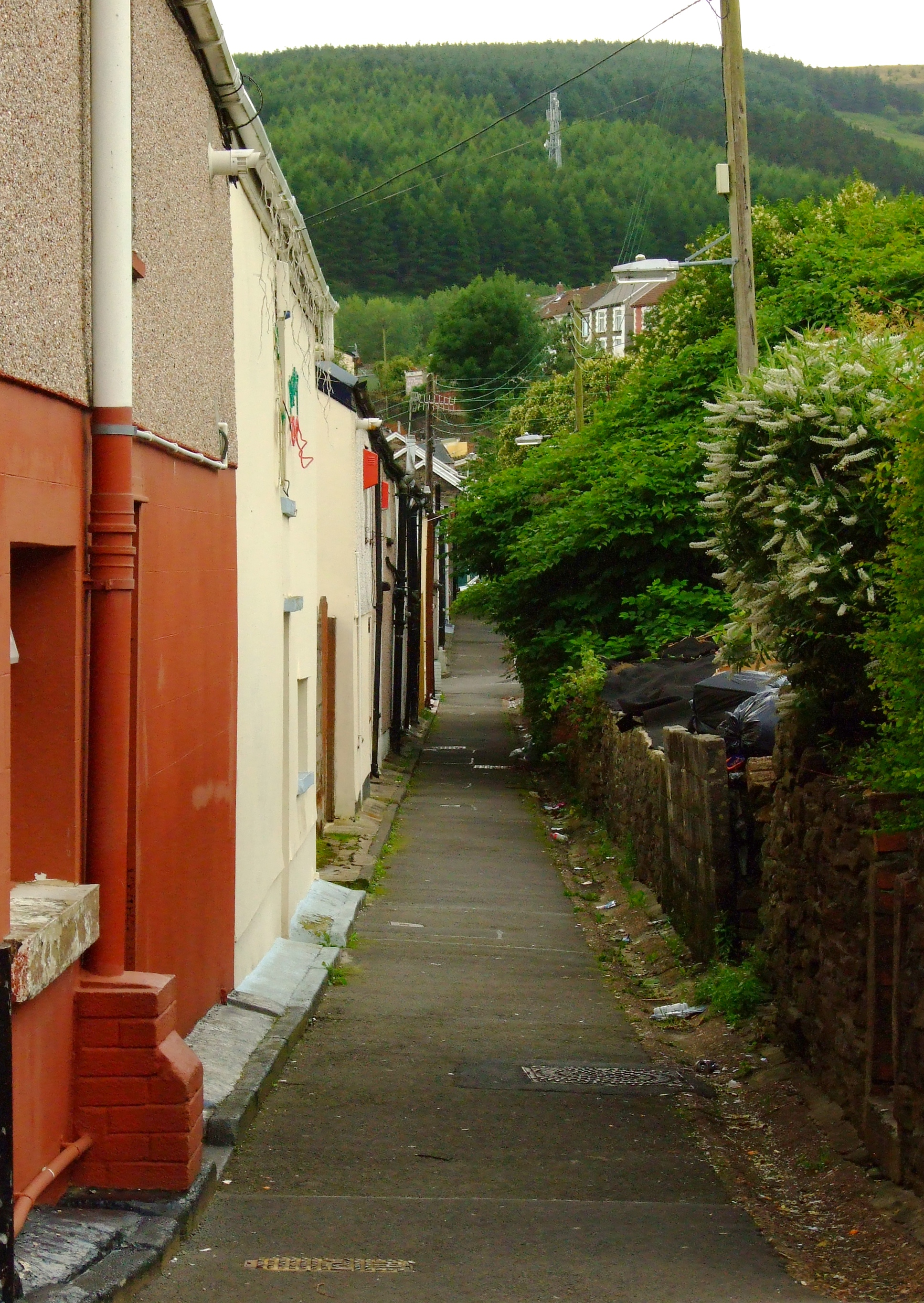
Uma das estreitas fileiras de casas de mineiros

Em 1850, a primeira mina foi aberta no alto do Vale de Rhondda em Treherbert, mas foi somente em 1859 que Isaac Smith, gerente da Igreja Colliery, tentou prospectar a área para carvão quando abriu uma pequena mina sob a Llwynypia Farm. Após enfrentar diversos problemas, Smith abandonou a mina, mas em 1862 outro empreendedor, o engenheiro de mineração escocês Archibald Hood, alugou terras em Llwynypia e afundou a mina Llwynypia No. 1 em 1863. Apesar de enfrentar muitas dificuldades na mina No. 1, Hood continuou em seus esforços e, até 1873, afundou mais 4 poços, agora sob o nome Glamorgan Coal Company. Hood era uma figura popular na área e suas minas ficaram conhecidas como "minas escocesas", em referência a Hood e ao número de mineiros escoceses que o seguiram para viver e trabalhar em Llwynypia. Após a morte de Hood em 1902, ele recebeu muitos tributos de seus trabalhadores, e em 1906 uma estátua dele foi inaugurada pelo deputado de Rhondda, William Abraham, em frente ao Instituto de Mineiros de Llwynypia. Grande parte do custo da estátua foi financiado por doações dos mineiros de suas minas.
Em 1908, a Glamorgan Colliery tornou-se parte da Cambrian Combine Company e, em 1910-1911, foi palco de violentos confrontos durante os distúrbios de Tonypandy.
A alta qualidade do carvão de Rhondda foi reconhecida pela Marinha Britânica, que o especificou como o combustível de escolha para os navios a vapor da Marinha Real a partir do final do século XIX. As minas de Llwynypia estavam extraindo excelentes carvões coquificáveis e, na época da Primeira Guerra Mundial, a vila abrigava cerca de 140 fornos de coque. Os subprodutos do processo de destilação do coque eram utilizados para iluminar as minas e as estreitas ruas das casas de mineiros conhecidas como "fileiras". Algumas das fileiras foram alargadas, mas outras permanecem tão estreitas que apenas um carro consegue passar.
Em 25 de janeiro de 1932, ocorreu uma explosão de gás na mina. Onze trabalhadores foram mortos no incidente, dois dos quais eram membros da equipe de resgate. Todos pereceram após inalar fumo residual após a explosão.
Em 1936, dos seis poços originais abertos na Glamorgan, apenas dois continuavam em operação, empregando apenas 560 trabalhadores, em comparação com os 2904 empregados em 1923. A mina foi eventualmente fechada em agosto de 1945.

## Edifícios notáveis
Construída no início dos anos 1900 no local da fazenda Glyncornel, de propriedade da família DeWinton, a Hen Glyncornel é uma das casas mais imponentes da vila. Construído por Archibald Hood para seu filho William, este edifício foi posteriormente superado pelo Glyncornel House, que foi construído pela Cambrian Coal Combine para a alta administração, mas foi convertido em um hospital maternidade em 1939 pelo Conselho do Distrito de Rhondda.
Llwynypia também foi lar do maior hospital do Vale de Rhondda. O antigo Llwynypia Hospital foi construído em 1903, originalmente como um abrigo, e depois se tornou um hospital geral. Como a única vila com instalações de maternidade no Rhondda, a maioria dos residentes da área ao longo do último século tem Llwynypia como seu local de nascimento em suas certidões de nascimento. A unidade de acidentes e emergências do Hospital Llwynypia foi fechada na década de 1990 e o hospital foi fechado completamente em janeiro de 2010. Ele foi substituído pelo novo Ysbyty Cwm Rhondda.
Llwynypia Colliery Engine House (o Demônio) Llwynypia Road, em frente ao Asda. Prédio classificado de Grau 2 que fazia parte da mina Glamorgan e era conhecido como "The Scotch". A casa da máquina foi o centro dos Distúrbios de Tonypandy em 1910, devido à dependência da mina do prédio para geração de energia.

## Governo
O distrito eleitoral de Llwyn-y-pia coincide com as fronteiras da comunidade de Llwynypia e elege um conselheiro municipal para o Rhondda Cynon Taf County Borough Council. Desde 1995, a representação tem sido principalmente pelo Partido Trabalhista, mas o distrito teve um conselheiro do Plaid Cymru de 1999 a 2004.
Uma revisão de 2018 dos arranjos eleitorais pela Comissão de Democracia Local e Limites para o País de Gales faria com que Llwyn-y-pia fosse fundido com Trealaw vizinha. As propostas entrarão em vigor a partir das eleições do conselho em 2022.

## Transporte
A estação ferroviária de Llwynypia é servida e operada pela Transport for Wales na Rhondda Line a partir de Cardiff.

## Educação
Um dos quatro principais campi do Coleg y Cymoedd está em Llwynypia.

## Desporto e lazer
Llwynypia já foi lar do Llwynypia Rugby Football Club. O clube jogava nas ligas de Glamorgan e era filiado à Welsh Rugby Union, fornecendo muitos jogadores de teste e jogadores internacionais de rugby da seleção galesa, por exemplo, em 1900, quando a seleção do País de Gales que venceu a Inglaterra em Gloucester incluía Hellings e Llewelyn, ambos do clube Llwynypia. O clube se dissolveu na década de 1930 durante a depressão, como muitos clubes de Rhondda, mas diferentemente de equipes como Treherbert, não se recuperou.
O jogador de futebol internacional galês Rob Page nasceu na vila.
Llwynypia é o berço do Field Archery no Reino Unido. O Glyncornel Field Archery Centre tornou-se a casa do Pentref Bowmen em 1967. O clube sediou os Campeonatos Britânicos e Abertos de Field Archery nos primeiros 25 anos, desde sua criação em 1967. Atualmente, hospeda os campeonatos nacionais em base rotativa com outros locais do Reino Unido.
Os Campeonatos Mundiais de Field Archery foram realizados em Glyncornel em setembro de 1970. Um clube foi construído para o evento e ainda é usado para treinamento indoor durante todo o ano.
Os Campeonatos Mundiais retornaram 38 anos depois, quando Llwynypia sediou as rodadas de qualificação do Campeonato Mundial de Field Archery de 2008.

## Pessoas notáveis
Veja Categoria:Pessoas de Llwynypia
- Jayne Ludlow – jogadora internacional de futebol do País de Gales
- Shelley Rees – atriz, Stacey Jones em Pobol y Cwm
- Keith Burnett – Vice-Chanceler da Universidade de Sheffield
- Leanne Wood – Ex-líder do Plaid Cymru
- Ian "H" Watkins – cantor e integrante do grupo pop britânico Steps
- Alun Pugh – ex-membro da Assembleia Nacional para o País de Gales, e ex-ministro da Cultura, Língua Galesa e Esportes
- David Kelly - Inspetor de armas da ONU